# Yelena Shalyguina
Yelena Yevguénievna Shalyguina (en kazajo: Елена Евгеньевна Шалыгина; Shymkent, 15 de diciembre de 1988) es una deportista kazaja que compitió en lucha libre.
Participó en dos Juegos Olímpicos de Verano, obteniendo una medalla de bronce en Pekín 2008, en la categoría de 63 kg, y el 15.º lugar en Londres 2012. En los Juegos Asiáticos de 2010 consiguió la medalla de oro en la categoría de 63 kg.
Ganó tres medallas en el Campeonato Mundial de Lucha entre los años 2007 y 2010.

## Palmarés internacional
| Juegos Olímpicos   | Juegos Olímpicos    | Juegos Olímpicos  | Juegos Olímpicos |
| Año                | Lugar               | Medalla           | Categoría        |
| ------------------ | ------------------- | ----------------- | ---------------- |
| 2008               | Pekín (China)       | Medalla de bronce | 63 kg            |
| Campeonato Mundial |                     |                   |                  |
| Año                | Lugar               | Medalla           | Categoría        |
| 2007               | Bakú (Azerbaiyán)   | Medalla de plata  | 63 kg            |
| 2009               | Herning (Dinamarca) | Medalla de bronce | 63 kg            |
| 2010               | Moscú (Rusia)       | Medalla de plata  | 67 kg            |
| Juegos Asiáticos   |                     |                   |                  |
| Año                | Lugar               | Medalla           | Categoría        |
| 2010               | Cantón (China)      | Medalla de oro    | 63 kg            |